# Trichostomatida
Ordre
Les Trichostomatida sont un ordre de Ciliés de la classe des Kinetofragminophora.

## Liste des familles
Selon GBIF (14 juin 2023) :
- Blepharocorythidae Hsiung, 1929
- Coelosomidae = Coelosomidiidae Corliss, 1961
- Coelosomididae = Coelosomidiidae
- Isotrichidae Bütschli, 1889
- Nicollellidae = Pycnotrichidae
- Paraisotrichidae da Cunha, 1917
- Protocaviellidae Grain, in Corliss, 1979
- Pycnotrichidae Poche, 1913
- Spirozonidae Kahl, 1926
- Trichospiridae Kahl, 1926
- Trimyemidae Kahl, 1926

## Systématique
Le nom valide de ce taxon est Trichostomatida Bütschli, 1889.